# Navarro Vieira Filho
Sebastião Navarro Vieira Filho (Botelhos, 30 de setembro de 1937 - Campinas, 23 de setembro de 2017) foi um dentista e político brasileiro, filiado ao DEM. Filho de Sebastião Navarro Vieira.

## Política
Sebastião Navarro começou a carreira política como deputado federal, de 1979 a 1987, pela Aliança Renovadora Nacional (ARENA). Nestes dois mandatos, viveu um período de intensas negociações políticas devido à luta pela redemocratização do Brasil.
Foi um dos primeiros membros do Partido Democrático Social (PDS) mas, insatisfeito com as posições do grupo, participou da fundação do Partido da Frente Liberal (PFL).
Em 1985 Navarro editou o livro “Soltando as amarras”, com discursos, artigos, debates, documentos, manifestos e notícias sobre o pensamento e as posições políticas enquanto deputado.
Foi eleito prefeito de Poços de Caldas (MG) pela primeira vez de 1989 a 1992. A gestão foi marcada por obras como o Terminal de Linhas Urbanas e o início da duplicação da Avenida Wenceslau Braz. Navarro ainda criou o Programa Municipal de Habitação e implantou cursos profissionalizantes de pequena duração para os jovens.
Em seguida, Navarro foi eleito deputado estadual em Minas Gerais por três mandatos, de 1995 a 2005. Na assembleia legislativa, o deputado lutou pelo desenvolvimento regional. Além disso, criou o Código de Defesa do Contribuinte e a lei de apostilamento de diretores de escolas, que tinham os vencimentos mantidos mesmo quando deixavam de exercer o cargo.
O segundo mandato como prefeito de Poços de Caldas ocorreu de 2005 a 2008. Durante estes quatro anos, Navarro foi responsável por diversas obras, como a Trincheira Tancredo Neves, o início do asfaltamento da estrada Poços-Palmeiral e a duplicação da Avenida Alcoa. Além disso, ainda levou para a cidade o Serviço de Atendimento Móvel de Urgência (SAMU) e o Restaurante Popular.
Depois do segundo mandato como prefeito, Navarro chegou a anunciar o encerramento da carreira política. Mas ainda exerceu os cargos, no governo estadual, de presidente da Companhia de Habitação de Minas Gerais (COHAB MG), de 2009 a 2010, e de Secretário de Estado de Desenvolvimento Regional e Política Urbana em 2010. 

## Condecorações
Colar do Mérito da Corte de Contas - Ministro José Maria Alkmim 1995.